# Robert Beltz (Illustrator)

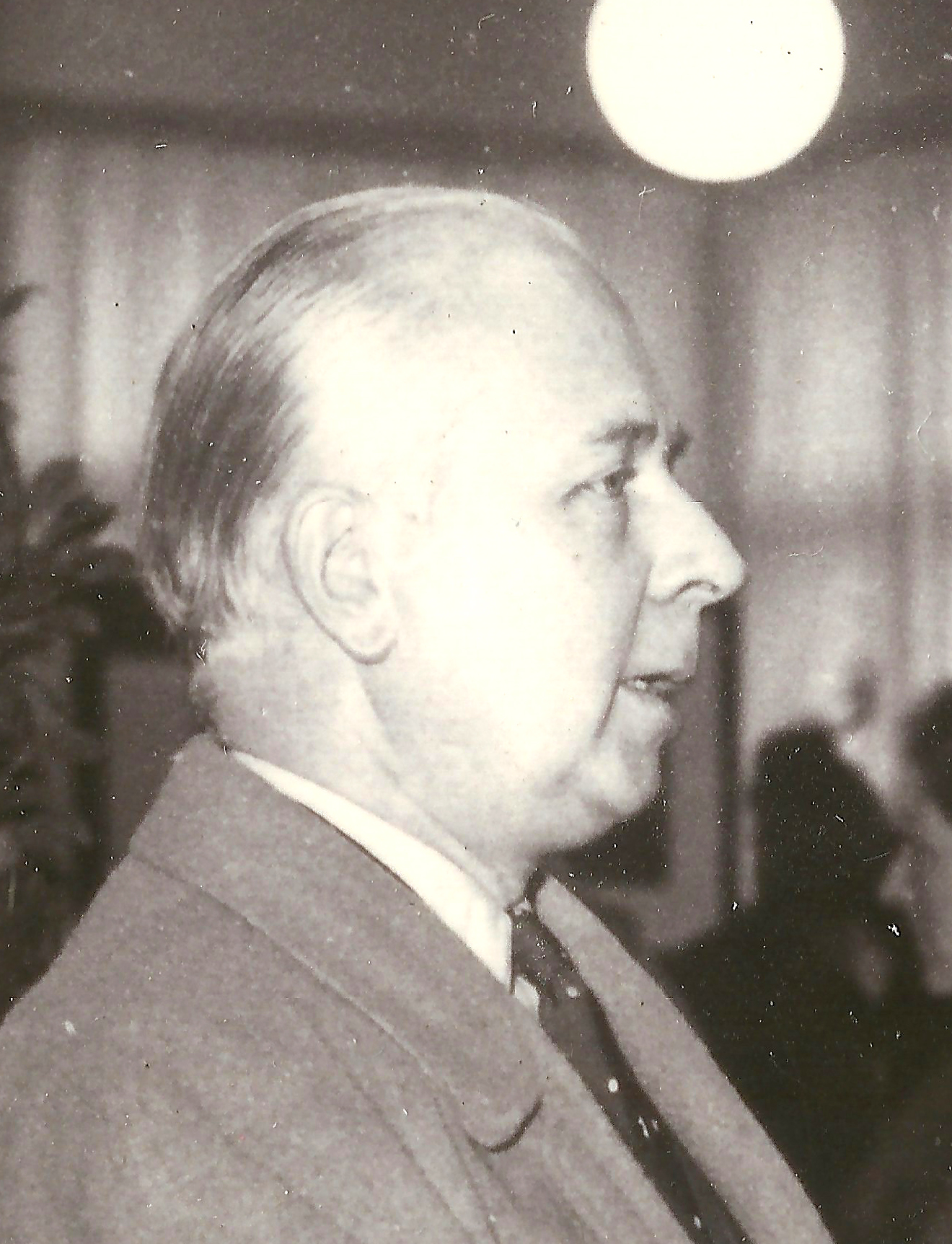
Robert Beltz (1950)

Robert Beltz (* 24. Juli 1900 in Paris; † 29. April 1981 in Schiltigheim) war ein französischer Zeichner und Illustrator, der einer alten elsässischen Künstlerfamilie entstammte.

## Leben und Werk
Beltz‘ Familie war ursprünglich im Sundgau beheimatet und lebte seit dem 19. Jahrhundert in der oberelsässischen Kleinstadt Soultz-Haut-Rhin. Sein Vater Maurice Beltz war Berufsoffizier, seine Mutter Georgette Coqueret, stammte aus Versailles. 1871, nach dem für Frankreich verlorenen Deutsch-Französischen Krieg, verließ die Familie das Elsass und lebte in Paris, wo Robert Beltz geboren wurde. Henri Beltz (1802–1869), ein Großonkel war Maler und erhielt 1845 den Prix de Rome.
Nachdem sich Robert Beltz zunächst für das Theater interessiert hatte, beschäftigte er sich schließlich bis zu seinem Lebensende mit Buchillustration. Beltz ist besonders für seine Illustrationen von Märchen und Werken der Weltliteratur bekannt.

## Ehrungen
Beltz zu Ehren wurde in Soultz-Haut-Rhin ein Collège nach ihm benannt. In der unweit Straßburgs gelegenen Kleinstadt Souffelweyersheim wurde eine Straße nach ihm benannt.

## Werke (Auswahl)
- 1951: L’extraordinaire histoire de Pierre Schlemihl ou l'homme qui a vendu son ombre (Peter Schlemihls wundersame Geschichte) von Adelbert von Chamisso
- 1952: Les Contes du Bord du Rhin (Erzählungen vom Rhein) von Erckmann-Chatrian
- 1958: Histoires extraordinaires von Edgar Allan Poe
- 1968: Les Contes fantastiques (Hoffmanns Erzählungen) von E. T. A. Hoffmann
- 1970: Faust (Faust) von Johann Wolfgang von Goethe
- 1975: Les Fleurs du Mal von Charles Baudelaire
- 1979: La Tentation de saint Antoine (Die Versuchung des heiligen Antonius) von Gustave Flaubert
- 1980: La Nef des Folles (Das Narrenschiff) von Jodocus Badius